# Teodoro Cottrau
()
Teodoro Cottrau (Napoli, 7 dicembre 1827 – Napoli, 30 marzo 1879) è stato un compositore italiano, noto per aver scritto la musica della celebre canzone napoletana Santa Lucia.

## Biografia
Figlio del compositore ed editore Guglielmo Cottrau (1797 – 1847) e della moglie Giovanna (a sua volta figlia di Domenico Cirillo), rinunciò a studiare a Parigi, nonostante avesse vinto una borsa di studio a causa della volontà del padre che iniziò il figlio alla musica, allo studio del pianoforte ed alla composizione. Successivamente Cottrau si laureò in legge e divenne, oltre che un noto compositore, anche un poeta, un letterato e un politico attivo: di lui Harold Acton scrive
(Harold Acton, Gli ultimi Borboni di Napoli (1825-1861), Giunti, p. 475)
Continuò il lavoro del padre nell'azienda del defunto Bernardo Girard, che divenne con lui Stabilimento Musicale Partenopeo T. Cottrau, in attività sino alla fine del XIX secolo
Cottrau compose la musica della canzone Santa Lucia, il cui testo inizialmente era stato scritto in napoletano dal barone Michele Zezza con il titolo Lo varcaiuolo de Santa Lucia; dopodiché il poeta e giornalista Enrico Cossovich (1822 – 1911) scrisse, in accordo con Cottrau, un altro testo in lingua italiana, e in questa versione il brano ebbe un successo mondiale,;  questo fatto creò una disputa fra i due autori del testo. Un'altra sua canzone che riscosse successo fu L'addio a Napoli, composta nel 1869, interpretata tra gli altri da Beniamino Gigli, Enrico Caruso e Mario Del Monaco.
Collaborò al L'Indipendente, il giornale di Alexandre Dumas padre e stampò Relazione del primo viaggio alla luna fatto da una donna nell'anno di grazia 2057, di Ernesto Capocci Belmonte; fu inoltre attivo in politica, aderì al partito liberale, lasciando che il suo negozio, sito in Piazza San Ferdinando, diventasse il principale punto di propaganda del partito con la partecipazione di esponenti politici come Fedele De Siervo e Beniamino Caso. Per tale motivo fu più volte richiamato dalla polizia borbonica, da cui si liberava dichiarando la sua cittadinanza francese e conoscenze politiche.
Appartenente alla dinastia dei Cottrau, fu il nonno materno di Teodoro Capocci.